# 栗六枪虫
栗六枪虫（学名：Hexacontium castanetum）为三轴球虫科六枪虫属的动物。在中国，分布于西沙群岛等。